# Дэлбэг-хан
Дэлбэг-хан (монг. Дэлбэг; 1395—1415) — великий хан монгольской династии Северная Юань, посаженный на трон ойратами.

## Биография
Согласно Саган-Сэцэну, Дэлбэг был сыном Олдзей Тэмур-хана Буяншира (Пуньяшри), уговорившего в 1412 году ойратского вождя Махаму сделать его новым ханом Монголии. Несмотря на то, что Дэлбэг был прямым потомком Ариг-Буги, его власть была признана не более чем на трети всех монгольских земель, по большей части на западе, в то время как центральные и восточный области страны были под контролем Аргутая. Однако уже в 1414 году Аргутай был изгнан ойратами в Китай.
В 1415 году монгольская армия, ведомая Махаму, юным Дэлбэгом и Боладом, была разбита вторгшимся в Монголию китайским войском, продвинувшимся в глубь страны вплоть до Туула, однако из-за тяжёлых потерь минский император был вынужден повернуть обратно. Однако в том же году Дэлбэг был убит Адайем, сумевшим привести центр и восток страны под своё господство. Вместо Дэлбэга ойраты возвели на всемонгольский престол очередного марионеточного хана Ойрадая-хана.